# Vélo trial
Pour les articles homonymes, voir Trial (homonymie).
Ne doit pas être confondu avec Moto trial.
Le vélo trial est un sport de franchissement d'obstacles sur un vélo. La règle de base est de franchir des obstacles, qu'ils soient naturels ou artificiels, sans poser le pied à terre.

## Historique

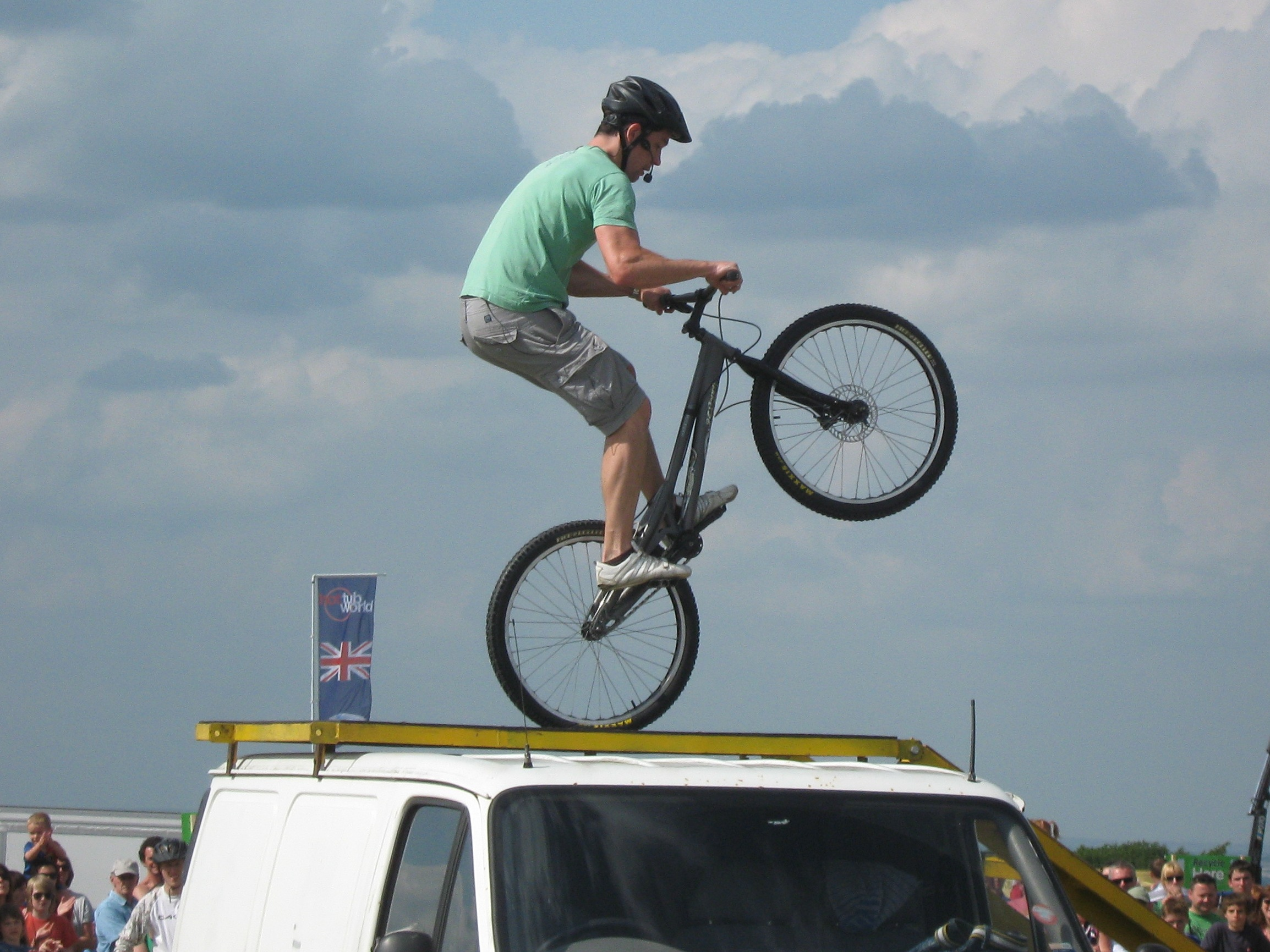
Pratique du Trial sur des modules.

Le vélo trial apparaît en Espagne au début des années 1990. La moto trial étant populaire depuis les années 1960, les champions s'entraînent aux obstacles les plus techniques sur des vélos légers. La pratique est rapidement importée en France, puis dans le reste du monde.
Rapidement, la discipline conserve les mêmes caractéristiques que la moto trial mais est pratiquée par des spécialistes du cyclisme, se séparant du monde de la moto. En 1985, le vélo trial est intégré à l'Union cycliste internationale.
Les premiers Championnats du monde de vélo trial sont organisés en 1986, suivis en 2000 par la Coupe du monde de vélo trial et les championnats du monde junior.

## Compétition

### Déroulement des compétitions

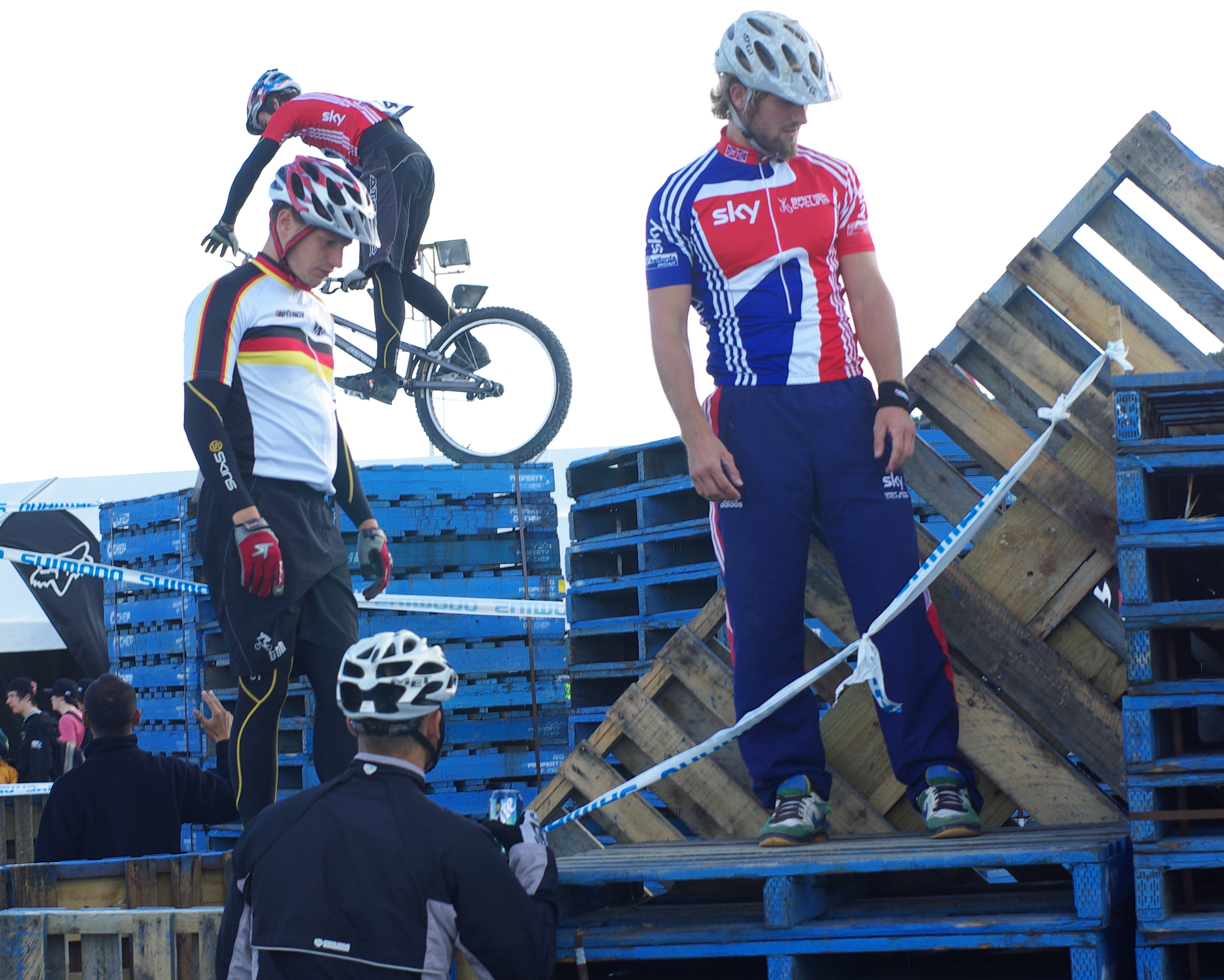
Des trialistes inspectant une section avant leur tour.

Les compétitions de trial à vélo se déroulent en plein air ou en salle. Selon la compétition, on trouve de quatre à six zones environ, à parcourir trois à cinq fois, dans lesquelles les concurrents, chacun à leur tour, essayent de franchir les obstacles tels que rochers, talus, racines, etc., en posant le moins possible de pieds à terre. Tous les pilotes évoluent successivement dans les mêmes parcours appelés zones. Mais selon leurs qualités de pilotes, ils évoluent dans des tracés différents. Il existe plusieurs niveaux de difficultés allant de débutant à élite. Dans ces zones, un ou plusieurs commissaires comptabilisent le nombre de pieds posés par le concurrent et attribuent un total de points (voir tableau). Chaque concurrent porte un petit carton sur lequel le commissaire poinçonnera le nombre de points attribués au pilote. À la fin de chaque tour, le pilote donnera sa carte au bureau des inscriptions qui totalisera le nombre de points et ce bureau fera le total des points obtenus sur le total des tours. Le pilote vainqueur sera le pilote ayant le moins de points.
Le gagnant d'une épreuve est celui qui aura franchi la zone en mettant pied à terre moins souvent que les autres concurrents et ceci dans un temps limité.
En compétition internationale, chaque pilote parcourt trois fois cinq zones de six portes chacune. Chaque zone peut rapporter 60 points (10 points par porte), desquels on ôte des points en fonction du barème. Le temps de complétion du circuit sert à départager les égalités.

### Barème

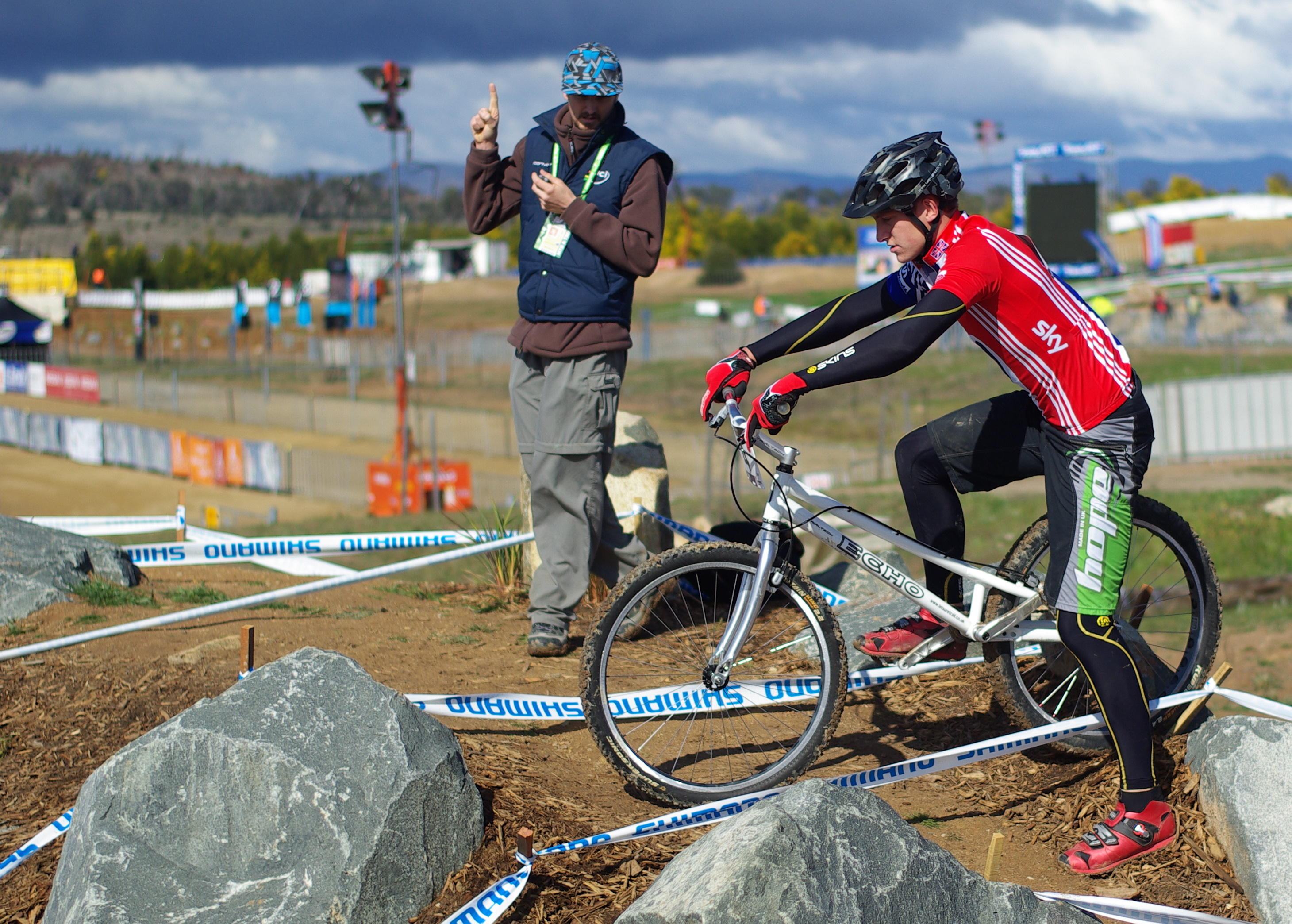
Un juge levant un doigt, indiquant que Joe Oakley reçoit une pénalité d'un point pour avoir touché le sol avec un pied.

#### Pénalités
- 1 pied = 1 point[2]
- 3 pieds ou 4 pieds = 3 points
- 5 pieds ou échec = 5 points
- Temps imparti pour franchir une zone: 2 min (règlement FFC 2015) (suivant les règlements)

En France, en UFOLEP, le temps est de 1 min 30 s et au bout de ces minutes, si le pilote n'est pas sorti de la zone, il reçoit la pénalité maximale (5 points). En FFC, le pilote peut continuer sa zone après les 2 min imparties mais il se voit attribuer 1 point de pénalité par tranche de 10 secondes supplémentaires. La Fédération française de cyclisme (FFC) est la plus importante fédération de trialistes vélo, mais l'UFOLEP regroupe également beaucoup de pilotes, surtout dans le sud de la France.

### Pistes

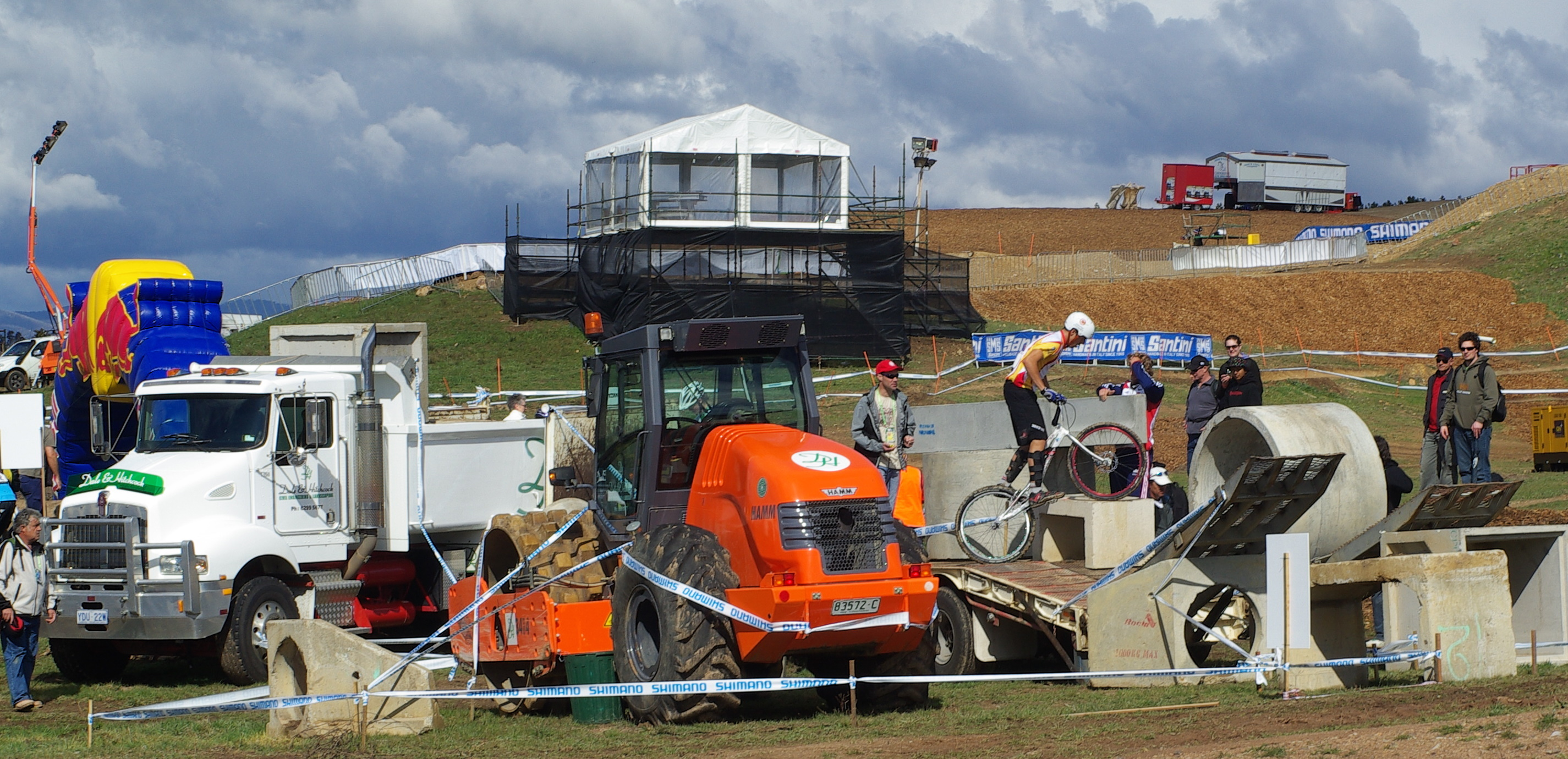
Piste des championnats du monde 2009 constituée de camions et d'équipement de gros travaux.

#### Cas d'échec
- Deux pieds en même temps
- Chute[2]
- Main au sol ou sur un obstacle
- Temps imparti dépassé

## Règlement

### Catégories
Il existe deux types principaux de vélos de trial : les VTT Trial aux roues de 26 pouces, et les vélos de trial aux roues de 20 pouces. En compétition, l'UCI reconnaît trois catégories : la classe 20 pouces pour les roues entre 18 et 23 pouces, la classe 26 pouces pour les roues entre 24 et 26 pouces, et la classe Open qui regroupe toutes les tailles de roues.

## Matériel

### Vélos

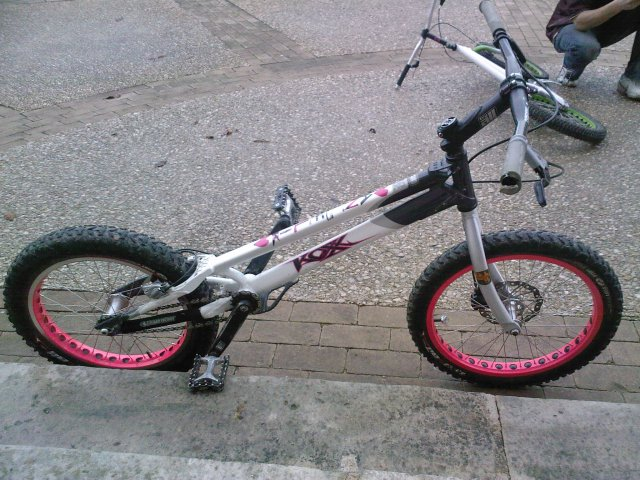
Modèle de biketrial (Koxx XTP Short 126).

Il existe deux types principaux de vélos de trial : les VTT Trial aux roues de 26 pouces, et les vélos de trial aux roues de 20 pouces. Les premiers sont plus populaires en France, tandis que les autres sont plus répandus ailleurs dans le monde. Les compétitions internationales se font sur des vélos aux roues de 20 pouces.
Ces vélos n'ont pas de selle, forçant le pratiquant à toujours rester debout.
Ils utilisent des freins à patins hydrauliques. Le guidon est large et plus haut, proportionnellement, que sur un vélo classique,. Les pneus sont larges et souvent sous-gonflés pour leur donner une meilleure adhérence et plus de rebond,.
Le plus souvent, ils n'ont qu'une seule vitesse avec un petit plateau, souvent à 18 dents. 
En termes de franchissement, le 26” est le plus adapté car il permet une plus grande compression et donc des sauts plus hauts que les 20”. En revanche les 20” sont plus maniables et plus « nerveux » que les 26”. Les 20” ont un centre de masse situé plus bas et plus en arrière que celui des 26”.
- un faible poids : 7 à 9 kg (avec pédales) pour les vélos haut de gamme,
- une géométrie spécifique : un empattement allongé, environ 1 080 mm pour les vélos modernes,
- un vélo très rigide : pas de suspension,
- un « sabot », sorte de plaque métallique le plus souvent non existante sur des 26 pouces, située sous le plateau de façon à le protéger des chocs.
- La chaîne de la transmission 1 vitesse est souvent très tendue afin de réagir de suite au pédalage.
- La roue libre : elle permet aux roues de continuer à tourner après pédalage. Elle peut être située dans le moyeu de la roue arrière (très courant sur les vélos classiques non trial), ou dans le pédalier à l'avant. À l'avant la chaîne ne tourne pas lorsqu'on pédale en arrière évitant ainsi que la chaîne saute. Une bonne roue libre adaptée au trial se désactive immédiatement dès le coup de pédale, car sur les roues libres de vélos classiques il faut parfois une rotation du pédalier de 5° avant que la transmission s'enclenche pour faire avancer le vélo.
- Boîtier de pédalier légèrement plus haut que sur un VTT Dirt, causant moins de gênes lors des franchissements. Le boîtier peut être protégé contre les chocs par un sabot.

## Santé des sportifs
Les trialistes ont un excellent sens de l'équilibre. Ils doivent être agiles et souples, avec une forte puissance musculaire pour l'explosivité des sauts, surtout dans les jambes mais aussi pour le haut du corps. L'effort dure environ 2 minutes.
Comme dans beaucoup de sports freestyle, une attention moindre est portée sur l'alimentation et l'hygiène de vie que dans d'autres sports de haut niveau ; elles restent cependant strictes.

## Compétitions principales
La discipline est reconnue comme sous-discipline du vélo tout-terrain. En compétition, elle relève de l'Union cycliste internationale.

## Grands noms du vélo trial
En compétition, les plus grandes nations du trial sont la Belgique, la France, l'Allemagne, l'Espagne et la Suisse.
Danny MacAskill est un vidéaste de trial, dont les vidéos très populaires donnent plus de visibilité à la discipline. Il commence sa carrière en 2009 en street trial avant de commencer à faire des performances plus artistiques.

## Variantes

### Street trial

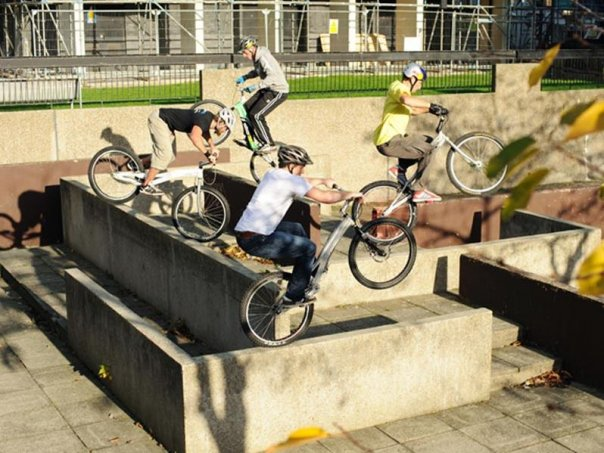
Quatre trialistes à l'entraînement en milieu urbain.

Le street trial est un mélange de VTT trial et de BMX freestyle. Les compétiteurs s'y affrontent en milieu urbain. La compétition peut être basée sur des figures, sur la hauteur d'un saut précis à partir du sol et sans élan, ou être une course de vitesse en duel sur un parcours d'obstacles symétrique.

### Autres engins
- Monocycle trial
- Moto trial
- Trial camion
- Trial 4x4